# Olav Hagen
Olav Hagen (Vingrom, 28 novembre 1921 – Vingrom, 21 agosto 2013) è stato un fondista norvegese.

## Palmarès

### Olimpiadi invernali
- Bronzo a Sankt Moritz 1948 nella staffetta 4x10 km.